# Cri de terreur
Pour plus de détails, voir Fiche technique et Distribution.
Cri de terreur (Cry Terror!) est un thriller américain réalisé par Andrew L. Stone sorti en 1958.

## Synopsis
Les dirigeants de la compagnie "Twentieth Century Airlines" reçoivent une lettre leur demandant une rançon d'un demi-million de dollars, de la part de quelqu'un qui prétend avoir mis une bombe à bord du vol 74 reliant Chicago à New York. Selon les instructions des auteurs de ce chantage, la bombe est retrouvée ; il s'agit d'un explosif, le "RDX". Après avoir jeté la bombe par la fenêtre du cockpit, un appel téléphonique leur apprend qu'il y aurait une autre bombe dans le compartiment des bagages. Le pilote se pose à New York. La deuxième bombe est découverte.
Jim Molner (James Mason), ingénieur électronicien, se retrouve d'un coup au cœur du drame lorsqu'il réalise qu'il a été dupé pour avoir créé des bombes en croyant travailler pour le gouvernement. Il est enlevé avec sa femme (Inger Stevens) et sa fille Patty, par Paul Hoplin (Rod Steiger), l'instigateur de ce plan et ancien collègue démineur à l'armée de Jim Molner. Hoplin envoie la femme de Jim Molner pour récupérer la rançon et informer les autorités d'une nouvelle menace qui tuera 100 personnes, ainsi que son mari et sa fille, si elle n'est pas de retour dans un certain délai avec les 500 000 $.

## Fiche technique
- Titre original : Cry Terror!
- Réalisation : Andrew L. Stone
- Scénario : Andrew L. Stone
- Assistant de direction : Richard Maybery
- Chef-opérateur : Walter Strenge
- Musique : Howard Jackson
- Son : Fancis J.Scheid
- Production : Andrew L. Stone pour Metro-Goldwyn-Mayer
- Date de sortie : 
  - États-Unis : 2 mai 1958
  - France : 23 mars 1960
- Genre : Film-Noir, Thriller
- Durée : 92 minutes
- Format : Noir et blanc

## Distribution
- James Mason : Jim Molner
- Rod Steiger : Paul Hoplin
- Inger Stevens : Mme Joan Molner
- Terry Ann Ross : Patty Molner
- Neville Brand : Steve
- Angie Dickinson : Eileen Kelly
- Kenneth Tobey : l'agent Frank Cole
- Jack Klugman : Vince, un voyou
- Jack Kruschen : l'agent du FBI Charles Pope
- Carleton Young : Roger Adams
- Barney Phillips : Dan Pringle
- Harlan Warde : Bert, un opérateur
- Ed Hinton : un opérateur
- Chet Huntley : Lui-même
- Roy Neal : Lui-même
- Jonathan Hole : un cadre de la compagnie aérienne
- Ralph Moody : le dentiste d'Eileen